# Tredje ringvägen (Peking)
Tredje ringvägen (三环路; Sān huán lù) är den näst innersta av Pekings ringvägar och är 48 km lång. Tredje ringvägen byggdes under 1980-talet och färdigställdes under 1990-talet. Tredje ringvägen ansluter till motorvägarna Airport Expressway, Jingcheng Expressway, Badaling Expressway, Jingshi Expressway, Jingkai Expressway och Jingjintang Expressway. Tredje ringvägen följer en ungefär kvadratisk form med sitt centrum nära Förbjudna staden.